# Zeladores del Culte Eucarístic
Les Germanes Zeladores del Culte Eucarístic són una congregació religiosa femenina dedicada a l'adoració del Santíssim Sagrament i la fabricació de formes i pa eucarístic per a la missa. Fundada el 1902, el 2010 s'integrà a la congregació de les Missioneres del Santíssimo Sagrament i Maria Immaculada, desapareixent com a congregació diferenciada.

## Història
Fundada el 1902 per Miquel Maura i Montaner amb l'objectiu primordial de fomentar el culte a l'Eucaristia i fabricar el pa eucarístic per als oficis. Només amb el temps, les germanes també començaren a fer catequesi i instrucció a les noies, centrant-se en la confecció i la costura d'ornaments i roba litúrgica. La primera superiora general fou Margarida Bernad i Jordà.
En 1927 d'instal·laren a Barcelona (carrer Nou de Sant Francesc), i en 1929 es traslladaren a Sant Gervasi, al carrer d'Aribau; entre 1953 i 1984 hi tingueren oberta una escola elemental on oferien catequesi i ensenyament primari gratuït, i classes de confecció a joves i senyores. A més, obriren comunitats a Madrid i Santiago de Compostela.
El 22 de febrer de 2010, el cardenal Franc Rodé, de la Congregació Romana per a la Vida Consagrada, signà el decret de fusió de la congregació mallorquina amb les Missioneres del Santíssimo Sagrament i Maria Immaculada de Granada (Andalusia) (fundades en 1896 amb objectius similars), i l'11 d'abril del mateix any es feu pública l'annexió, desapareixent les Zeladores com a congregació.
En el moment de la fusió, les Zeladores tenien cases a Palma, Madrid i Barcelona, amb 29 germanes, la majoria grans, la qual cosa les abocava a l'extinció, per la qual cosa plantejaren la unió amb una altra congregació: les germanes de Granada tenien llavors unes 500 germanes i una àmplia xarxa de cases.
La germana de la congregació Maria dels Àngels Ginard Martí, morta màrtir en 1936, fou beatificada per Joan Pau II en 2004.